# Francesco Zizola
Francesco Zizola (Roma, 1962) è un fotografo italiano, vincitore del World Press Photo of the Year 1996.
Zizola ha ricevuto numerosi riconoscimenti, tra cui dieci World Press Photo e sei Picture of the Year International. Le sue fotografie sono apparse sulle riviste di tutto il mondo.
Nel 2003 Henri Cartier Bresson include una fotografia di Zizola tra le sue 100 preferite. Questa collezione è stata trasformata in una mostra - Les Choix d’Henri Cartier Bresson- e in un libro. Tra gli altri volumi, ha pubblicato, Mare Omnis, Foto-Forum edizioni 2022, Aguanta, Ediuni edizioni 2022, Sale Sudore Sangue, Postcart 2020, Uno sguardo inadeguato Fiaf 2013, Iraq Ega 2007 e Born Somewhere Fusi Orari e Né quelche part Delpire 2004, Etats d’enfances“ Photo Poche, Nathan edition 1999.
Nel 2015 Francesco Zizola ha iniziato un nuovo progetto, Hybris, che esplora con un linguaggio volutamente non documentario il rapporto tra l’uomo e la natura.
Oltre alla fotografia ha esteso la sperimentazione narrativa utilizzando l’immagine in movimento realizzando un cortometraggio che ha vinto il premio SIAE 2018 per il talento creativo nell’ambito della Biennale di Venezia, Festival del Cinema.
Zizola è direttore artistico della mostra World Press Photo di Roma e Ferrara dal 2016 e curatore del progetto Collezione Roma 2020-21-22 per il Museo di arte contemporanea di Roma Palazzo delle Esposizioni. Dal 2007 è direttore artistico della galleria 10b photography di Roma.

## Premi World Press Photo
- 2016: 2º premio, Contemporary Issues
- 2012: 3º Premio, Nature Singles
- 2008: 2º Premio, People in the News
- 2005: 1ºPremio, Portraits Singles
- 2002: 2º Premio, Daily Life Stories
- 1998: 1º Premio, General News
- 1998: 2º Premio, General News Stories
- 1997: 1º Premio, People Stories
- 1996: World Press Photo of the Year, per la testimonianza della tragedia delle mine in Angola
- 1995: 1º Premio, People in the News

## Altri premi e riconoscimenti
- Premio SIAE per il Talento Creativo, Festival del Cinema di Venezia 2018,“As if we were tuna, 2018
- Premio Lady Wilmar Fotografia Doc., SalinaDocFest, “As if we were tuna”, 2018
- Picture of the Year, Recognition for the Enviromental Vision Award, “The last sustainable tonnara, 2018
- Pictures of the Year International, first prize Multimedia News Story, In the Same Boat 2016
- Primo e Secondo Premio, NPPA the Best of Photojournalism, Stati Uniti 2008
- Menzione d’onore, 16th LeadAwards, Germania 2008
- Menzione d’onore, Hansel-Mieth Prize, Germania 2008
- Primo Premio, One Vision European 2007
- NPPA the Best of Photojournalism 2007
- Premio della giuria, DAYS JAPAN International Photojournalism Awards 2007
- Vincitore Annuale Web per il Photo District News, Stati Uniti 2006
- Premio giornalistico Archivio Disarmo "Colombe d'Oro per la Pace" 2006[2]
- Hansel-Mieth Prize 2005, Germania 2006
- Pictures of the Year International, Stati Uniti 2006
- Born Somewhere, Photo District News Best Book Selection 2005
- Secondo Premio, NPPA Best of Photojournalism, Stati Uniti 2005
- Riconoscimento speciale, Alexia Foundation for World Peace per “Frontline: the Nuba in Sudan”, Stati Uniti 2004
- Menzione d’onore, Hansel-Mieth Prize, Germania 2004
- Pictures of the Year, National Press Association per “Killing Fields” in Iraq pubblicato in U.S. News & World Report 2003
- Menzione d’onore, Hansel-Mieth Prize for “Pearl fishermen” in Indonesia, pubblicato in Mare, 2001
- Secondo Premio, Eugene Smith 2000
- Pictures of the Year, National Press Association per “Underneath China’s Boom” pubblicato in US News & World Report 1998
- Pictures of the Year, National Press Association per “Burn Victim in Iraq” pubblicato in Life Magazine 1997
- Visa d’Or, International Festival of Photojournalism 1996
- Ruas, miglior libro, Premio MIFAV, assegnato dalla Scuola di Immagini Fotografiche e Arti Visive dell’Università di Roma, 1994.

## Opere
- Mare Omnis (Foto-Forum edizioni 2022)
- Aguanta (Ediuni edizioni 2021)
- Sale Sudore Sangue (Postcart Edizioni 2020)
- Luna, appunti per sognatori (Quaderni FIAF 2020)
- 100% Made of Italy (Edizioni Silvana Editoriale, 2017)
- Le donne del Cacao (Edizioni Silvana Editoriale, 2016)
- Uno Sguardo Inadeguato (FIAF Collana Grandi Autori, Italia 2013)
- Iraq (Gruppo Abele Italia 2007)
- Né Quelque Part/Born Somewhere (Delpire 2004)
- Stati d'infanzia (Nathan, 1999).
- Sei Storie di Bambini (Contrasto, 1997)
- Ruas (Gruppo Abele edizioni, 1994)

## Mostre Personali
- 2022: Mare Omnis , Galleria del Cembalo, Roma, Italia
- 2022: Mare Omnis, Foto-Forum gallery, Bolzano, Italia
- 2022: Sale Sudore e Sangue, Hotel de Sauroy, Parigi, France
- 2022: Mare Omnis, X gallery, Sharjah Dubai, Emirati Arabi
- 2019: Inadequate Glance, Klarisky Gallery, Bratislava, Slovacchia
- 2018: Mare Omnis, Chiesa di San Giuliano, Ferrara, Italia,
- 2018: Der Wall, Fotografia Europea, Reggio Emilia, Italia
- 2017: Sale Sudore e Sangue, EXMA’, Cagliari, Italia
- 2017: Le donne del Cacao, Triennale di Milano, Italy
- 2016: In the same boat , presso il Centro Internazionale di Fotografia di Palermo, Italia
- 2015: A Noor Journal of the Changing Planet, Fotografia Europea, Reggio Emilia, Italia
- 2014: Hybris, Castello di Corigliano calabro, Corigliano, Italia
- 2013: Born Somewhere, Museo Regionale di Scienze Naturali, Torino, Italia
- 2013: Uno Sguardo inadeguato, Centro Italiano della Fotografia d’Autore, Bibbiena, Italia
- 2013: Uno Sguardo Inadeguato, Museo di Roma in Trastevere, Italia
- 2013: South Sudan on the Eve of Independence, 10x8 Art Gallery, Sydney, Australia,
- 2010: Shadows, MART – Museum of modern and contemporary art di Trento e Rovereto, Italia
- 2010: Francesco Zizola, Sao Paolo Brasile
- 2010: Onda Carioca, Rio de Janeiro, Brasile
- 2010: Modos de Olhar, Arte Plural Galeria, Recife, Brasile
- 2009: Born Somewhere, Hatachana Gallery, Tel Aviv, Israele
- 2009: Consequences, Dask gallery, Copenhagen , Danimarca
- 2009: Mondi al Limite, Francesco Zizola per MSF, Festival di Internazionale, Ferrara, Italia
- 2008: Voci dal cuore, Enel Cuore Onlus, Rimini, Italia
- 2007: Act of Faith, Noorderlicht Photofestival, Olanda
- 2006: Born Somewhere, Museo di Roma in Trastevere, Italia
- 2006: I cento volti dei bambini, Palazzo Magnani, Reggio Emilia, Italia
- 2005: Obiettivo Uomo Ambiente featuring Born Somewhere, Viterbo, Italia
- 2005: To Live, Koroska Gallery of Fine Arts, Slovenj Gradec, Slovenia
- 2004: Shadows, Scuola Romana di Fotografia, Roma Italia
- 2000: Heirs of 2000, NRW Forum, Dusseldorf, Germania
- 1998: Etats d’enfances, Galerie Fait & Cause, Parigi, Francia
- 1998: Galleria FNAC, Parigi, Francia
- 1997: Heirs of 2000/Unicef, Arengario di Palazzo Reale, Milano, Italia
- 1997: Heirs of 2000/Unicef, Palazzo delle Esposizioni, Roma, Italia
- 1995: Visa pour l’image, Perpignan, Francia

## Mostre Collettive
- Civilisation: the way we live now. Musei san Domenico, Forlì, Italia 2022-23
- Noor Celebrates 15 Years, BIBLIOTHÈQUE NATIONALE DE FRANCE, Paris, 2022
- Noor Pulse, Museum of Photography in Charleroy, Belgio 2022
- Civilisation: the way we live now. Musée des Civilisations de l’Europe et de la Méditerraée (MUCEM) Marsiglia, France 2021
- Civilisation: the way we live now. National Gallery of Victoria, Melbourne, Australia 2020
- Civilisation: the way we live now. Auckland Art Gallery Tot o Tamaki, Auckland, Nuova Zelanda 2020
- Civilisation: the way we live now. Ullens Center for contemporary Art, Beijing, China 2019
- AKAA Paris Art Fair , VisionQuestT 4rosso, Paris, 2019
- 2:56am / To The Moon And B . Photolux festival di Lucca, Italia 2019
- Civilisation : the way we live now. National Museum of Modern and contemporary art, Seul, Korea 2019
- Photo London Art Fair, Ilex Gallery, UK 2018
- Like a Samba, Ilex Gallery, Roma, Italia 2017
- The dark side of the (honey) moon, mostra collettiva, Ragusa Foto festival, Ragusa, 2017
- Photo London Art Fair,Ilex Gallery, London 2017
- Extraordinary Visions. L’Italia ci guarda, Museo Arti del XXI secolo, MAXXI, Roma, 2016
- Abbandoni, mostra collettiva Palazzo Cosentini, Ragusa, Italia, 2015
- The Sweet and Sour Story, Noorderlicht International Photofestival, Paesi Bassi, 2013
- Vivid Festival, Sydney, Australia, 2013
- The Sweet and Sour Story, Instituto Moreira Salles, Sao Paulo, Brasile 2013
- The Sweet and Sour StoryLanggeng Art Fundation, Jakarta, Indonesia 2012
- The Sweet and Sour Story, Rijksmuseum, Amsterdam, Olanda 2012
- Solutions by NOOR, 10b Photography Art Gallery, Roma, Italia 2011
- Consequences by NOOR, 10b Photography Art Gallery, Roma, Italia 2011
- Consequences by NOOR, Laif Photogalery, Koln , Germania 2010
- Testimoni del Nostro Tempo, Roma, Italia 2010
- Testimoni del Nostro Tempo, Museo d’Arte Scavi Scaligeri, Verona, Italia 2010
- Consequences by NOOR, DASK Art Gallery, Copenhagen, Danimarca 2009
- Consequences by NOOR, COP15, Copenhagen, Danimarca 2009
- One Noor in New York, CVZ Contemporary Art, New York, Stati Uniti 2007
- Les choix d’Henri Cartier Bresson, Paris, France 2003, Barcelona, Spagna 2003

## Institutional Collections
- Le Musée Nicéphore Niépce, Chalon-sur-Saone, Francia
- Maison Européenne de la Photographie, Gentilly, Francia
- Biblioteca nazionale di Francia, Paris, Francia
- Collezione Farnesina, Rome, Italy
- Fondation Henri Cartier-Bresson, Paris, France